# Hennediella heteroloma
Hennediella heteroloma là một loài Rêu trong họ Pottiaceae. Loài này được (Cardot) R.H. Zander mô tả khoa học đầu tiên năm 1993.